# Спрага любові
«Спрага любові» (яп. 愛の渇き) — третій роман японського письменника Юкіо Місіми, опублікований в 1950 році.

## Сюжет
Роман зосереджений на життєвому досвіді Ецуко, жінці, яка потрапила в трагічну любовну інтригу. Рюсуке, чоловік жінки помирає від тифу. Молода вдова залишається жити в родині чоловіка, де зазнає домагання зі сторони свекра Якічі. Незабаром Ецуко закохується в молодого Сабуро, що доглядає за садом свекра. Бувши змучена байдужістю юнака, вона робить останню, катастрофічну спробу заволодіти увагою Сабуро.
Історія розвивається трохи понад місяць, з 22 вересня по 28 жовтня 1949 року. Дія розгортається через спогади й інтенсивний потік свідомості. У творі чергуються похмурі та сонячні сцени, що властиво творчому стилю автора. Описується, наприклад, як дитина отримує задоволення, топлячи мурашок в окропі.

## Екранізація
Роман був екранізований в 1966 році режисером Кореєсі Курахарой з Руріко Асаокой у головній ролі.